# Daïra de Tabelbala
La daïra de Tabelbala est une daïra d'Algérie située dans la wilaya de Béchar et dont le chef-lieu est la ville éponyme de Tabelbala.

## Communes de la daïra
La daïra de Tabelbala ne comprend qu'une seule commune : Tabelbala.
La population totale de la daïra est de 5 248 habitants pour une superficie de 50 560 km2.